# Isverna
Isverna è un comune della Romania di 2369 abitanti, ubicato nel distretto di Mehedinți, nella regione storica dell'Oltenia.
Il comune è formato dall'unione di 8 villaggi: Busești, Cerna-Vârf, Drăghești, Giurgiani, Isverna, Nadanova, Seliștea, Turtaba.